# Didymodon pottsii
Didymodon pottsii là một loài rêu trong họ Pottiaceae. Loài này được Dixon mô tả khoa học đầu tiên năm 1920.